# Speedy González
Speedy Gonzáles (conhecido como Ligeirinho no Brasil) é um personagem fictício criado pelos estúdios da Warner Brothers.

## Características
É um camundongo pequeno e corajoso, muito esperto e muito veloz, que faz de tudo por um pedaço de queijo. Virou o segundo inimigo do gato Frajola, perdendo apenas para o Piu-piu, embora em muitos curtas ele também enfrente o Patolino, sempre levando a melhor, mas uma vez derrotou o Eufrazino que teve tempo de se vingar dele antes de ir preso em Pancho's Hideaway. É um mexicano nato e ficou conhecido pelas suas frases antes de sair em disparada: "Arriba, arriba!!!".

## Evolução do Personagem
A sua primeira aparição foi em Cat-Tails For Two onde ele foi criado com um aspeto bastante diferente do que muitas pessoas o imaginam. Nessa aparição, Ligeirinho tinha uma aparência um pouco mais grotesca. Não tinha sombreiro, tinha dois dentes à mostra (um deles d'ouro), roupas rotas e um aspeto meio japonês/chinês, incluindo o género de corte de cabelo.
No episódio titular do camundongo Speedy Gonzales ele já é apresentado com uma melhor aparência, com sombreiro amarelo, roupa da marinha e com uma cara um pouco larga, mas melhor.

## Vozes do personagem

### Estados Unidos
Ligeirinho é a personagem da Looney Tunes que sofreu menos mudança de dublador nos Estados Unidos. Entre 1953 e 1989 foi dublado por Mel Blanc. Desde 1990, após a morte de Blanc, é dublado por Bob Bergen.

### Brasil
No Brasil, Ligeirinho foi dublado por Selma Lopes na Herbert Richers em 1963. Quando os curtas dos Looney Tunes, distribuídos pela United Artists, chegaram no Brasil em 1971, a então radialista Cordélia Santos deu voz ao ratinho na CineCastro, permanecendo no posto até 1974. 
Em 1980, Ligeirinho faz uma aparição no especial de Natal "Bugs Bunny's Looney Christmas Tales" (Os Doidos Contos de Natal do Pernalonga, no Brasil) e Nelson Batista dá voz ao ratinho malandro nos estúdios da Herbert Richers. 
Luís Manuel também deu voz ao personagem na Sincrovídeo entre 1989 e 1990, quando os curtas dos Looney Tunes foram lançados em VHS no país.
Em 1996, com o lançamento do filme Space Jam, o personagem foi dublado por Pedro Eugênio, tornando-se o dublador oficial. Pedro permanece dublando o personagem até 2011, quando Marcelo Garcia assumiu a voz de Ligeirinho, dublando-o até atualmente.

### Portugal
Em Portugal, o personagem foi apresentado pela RTP nos anos 80 e 90. Mas foi só a partir de 1997 que as curtas clássicas do personagem começaram a ser dubladas, pois foi só em 1994, que a lei de mudança de dublagem de longas e curtas metragem em Portugal foi imposta. O personagem ao longo dos anos mudou de dublador, sendo que o primeiro a dublar o personagem foi o ator André Maia.

## Controvérsias
Por muito tempo, às vezes até aos dias de hoje que o Ligeirinho é alvo de polémicas devido às piadas de mau gosto, relacionadas com estereótipos mexicanos. Muitas das piadas encontradas nos episódios antigos envolvem outros personagens, como o Frajola onde é chamado de Gato Gringo, que no México significa "Gato Estrangeiro", no entanto, isso não impediu o personagem de se envolver em polémicas pelo seu sotaque.
Em 1999, os inquiridores internos da Cartoon Network abriram um processo para que os episódios antigos do Ligeirinho fossem banidos do canal, por estereótipos raciais, o processo foi aceito e os episódios foram retirados. Em 2002, o caso foi reaberto e foi decidida a recuperação dos episódios, por falta de matéria. Posteriormente, apareceu em novas séries apoiadas pelo canal e chegou a ganhar um filme só com ele. 